# 斯皮内泰
斯皮内泰（義大利語：Spinete），是意大利坎波巴索省的一个市镇。总面积17平方公里，人口1402人，人口密度82.5人/平方公里（2009年）。ISTAT代码为070076。